# Hadżdż Kasim
Hadżdż Kasim (arab. حاج قاسم) – wieś w Syrii, w muhafazie Aleppo, w dystrykcie Afrin. W 2004 roku liczyła 84 mieszkańców.